# Leopold von Schlieben
Karl Leopold Graf von Schlieben (* 23. Februar 1723 in Magdeburg; † 16. April 1788 in Königsberg) war ein preußischer Etatsminister.

## Leben

### Herkunft und Familie
Leopold war Angehöriger der 1718 mit seinem Großvater Georg Adam von Schlieben (1649–1720) in den preußischen Grafenstand erhobenen ostpreußischen Linie Sanditten des preußischen Adelsgeschlechts von Schlieben. Seine Eltern waren der preußische Oberst im Infanterieregiment „Marwitz“ sowie  Amtshauptmann in Osterode und Hohenstein Georg Adam von Schlieben (1688–1737) und Katharina Dorothea Elisabeth, geborene Gräfin Finck von Finckenstein (1700–1728). Leopold vermählte sich 1747 mit Marie Eleonore Gräfin Lehndorff (1723–1800). Aus der Ehe sind zwei Töchter und zwei Söhne hervorgegangen, darunter Friederike von Schlieben (1757–1827), vermählt mit Friedrich Karl Ludwig Herzog von Schleswig-Holstein-Sonderburg-Beck (1757–1816), preußischer, russischer und dänischer Generalleutnant.

### Werdegang
Schlieben schrieb sich 1739 an der Albertus-Universität Königsberg ein. Er trat 1749 einer Freimaurerloge in Berlin bei. Als Nachfolger für Fabian Abraham von Braxein wurde er 1768 zum Geheimen Etatsrat und Mitglied der preußischen Regierung bestellt. Zugleich war er Oberburggraf in Preußen. Er trat 1775 der Königsberger Loge bei. Schlieben war auch Erbhauptmann zu Gerdauen und seit 1754 Erbherr auf Sanditten, das er von seinem Bruder käuflich erwarb, sowie von 1776 bis 1786 auf Alt-Haus Gerdauen. Er beschloss seine Laufbahn als Minister und Präsident des ostpreußischen Pupillenkollegiums. Sein Nachfolger im Pupillenkollegium war der preußische Kriegsminister Christian von Dönhoff (1742–1803). Schlieben war Ritter des Johanniterordens.